# Statue de Charles-François Lebrun
La statue de Charles-François Lebrun ou monument à Charles-François Lebrun est une statue en bronze, située à Coutances, département de la Manche, en France,,. Elle représente Charles-François Lebrun. Elle est l'œuvre du sculpteur français Antoine Étex.

## Localisation
La statue est située à Coutances, au no 1, square Charles-François-Lebrun.

## Histoire
Charles-François Lebrun (1739-1824), troisième consul et prince-architrésorier du Premier Empire, est né à La Bouchelière, à proximité de Saint-Sauveur-Lendelin dans le diocèse de Coutances.
La famille commande en 1845 la statue destinée à la ville, qui offre pour sa part le piédestal. Le monument est inauguré le 10 octobre 1847.
Le monument et le socle font l'objet d'une inscription au titre des monuments historiques depuis le 18 août 2006.

## Description
Le monument est une statue en bronze qui représente Charles-François Lebrun assis.